# XLIX Liceum Ogólnokształcące im. Johanna Wolfganga Goethego w Warszawie
XLIX Liceum Ogólnokształcące im. Johanna Wolfganga Goethego w Warszawie – warszawska szkoła ponadpodstawowa utworzona w 1956 roku.
Liceum specjalizuje się w nauczaniu języka niemieckiego, jest objęte patronatem Ambasady Republiki Federalnej Niemiec. Umożliwia uczniom naukę w klasach dwujęzycznych i uzyskanie certyfikatu DSD II.

## Historia

### Kalendarium
- 1956 – na bazie Korpusu Kadetów powstało Liceum Ogólnokształcące im. gen. broni Karola Świerczewskiego
- 1962 – Liceum przeniosło się do nowego budynku (szkoła tysiąclecia) i zmieniło nazwę na XLIX Liceum Ogólnokształcące im. Zygmunta Modzelewskiego
- 1991 – Nowym patronem szkoły wybrano Johanna Wolfganga von Goethe. Zmiana odzwierciedlała nacisk kładziony w szkole na naukę języka niemieckiego, już od lat sześćdziesiątych[3]

## Absolwenci
- Matylda Damięcka
- Waldemar Dubaniowski
- Stefan Friedmann
- Agnieszka Graff
- Zbigniew Grzegorzewski
- Wojciech Gwarek
- Michał Kamiński
- Jarosław Kret
- Cezary Morawski
- Małgorzata Niezabitowska
- Roch Siemianowski
- Jacek Zglinicki